# Jens Wadum
Jens Wadum (31. januar 1746 – 18. april 1804) var en rentekammerkommitteret og forfatter.
Han fødtes på faderens gård Nørgaard i Grinderslev Sogn, Salling, som søn af Claus Jensen Wadum (født 1711 i Aalborg, død senest 1747) og hustru Mette Hansdatter f. Winde (vistnok født i Saltum 1719, død 1757). Han blev student fra Aalborg Skole 1763 og ansattes 1772 som kopist i general-Landvæsenskommissionen, hvorfra han 1773 gik over i landvæsenskontoret, hvis chef han blev 1777.
1790 udnævntes han til kommitteret i Rentekammeret, og i denne stilling virkede han til sin død. 1800 havde han fået titel af virkelig justitsråd.
Wadum var efter samtidens vidnesbyrd en mere end almindelig dygtig og nidkær embedsmand, hvis betydelige, både praktiske og teoretiske, indsigt i sit fag i høj grad kom landvæsensreformerne til gode. Og dog ligger hans egentlige betydning måske ikke her. Det er meget rimeligt, at han, som Knud Lyne Rahbek siger, "gik svanger med det Forehavende i mere end én Henseende at blive Danmarks Nicolai". Det vil sige, han ville, dels som udgiver, dels ved personlig påvirkning på den kreds, han tilhørte, i det stille øve indflydelse. Han attråede ikke at være leder eller fører, men han ville være med til at skabe offentlig mening, og dette lykkedes ham ganske. Han var den
egentlige stifter af Det danske Litteraturselskab (1775), og snart efter kom han til at spille en ikke ringe rolle i Drejers Klub.
"Wadums Vindueskrog" i klublokalet var berømt. Man sagde, at "der fra det Vindue udbredte sig mere Lys over Borgersamfundet end fra mangen højlovet Oplysningsanstalt". Lyttede man i
almindelighed gerne til hans ord, måtte de få dobbelt vægt hos hans venner, da spørgsmaalet om bondens frigørelse rejstes, thi på dette område var hans sagkundskab ubestridelig, og da han aldeles afgjort sluttede sig til Johan Ludvig Reventlow, hvem han med en hos ham ualmindelig begejstring kaldte for "en stor Mand", tør det nok påstås, at han bidrog ikke ganske lidt til i København at skabe den offentlige mening, der var reformerne en så væsentlig støtte. At den lige så besindige som varmhjertede mand også fremhjalp mange andre af de bestræbelser, der var oppe i tiden, siger sig selv. Ikke få er de lovord, venner som Rahbek have ødslet på ham, men mest betyder dog måske det smukke eftermæle, Jonas Collin satte ham i Borgervennen.
Hans skribentvirksomhed var uden større betydning. Wadum var gift med Johanne Christine Koch (født i København 22. juli 1750, død 20. marts 1837 i Randrup præstegård), datter af Ib Andersen Koch og Anne Marie Johannesdatter og vistnok senere adopteret af boghandler Jacob Deichmann forældre.